# ヨーマン・ウォーダーズ

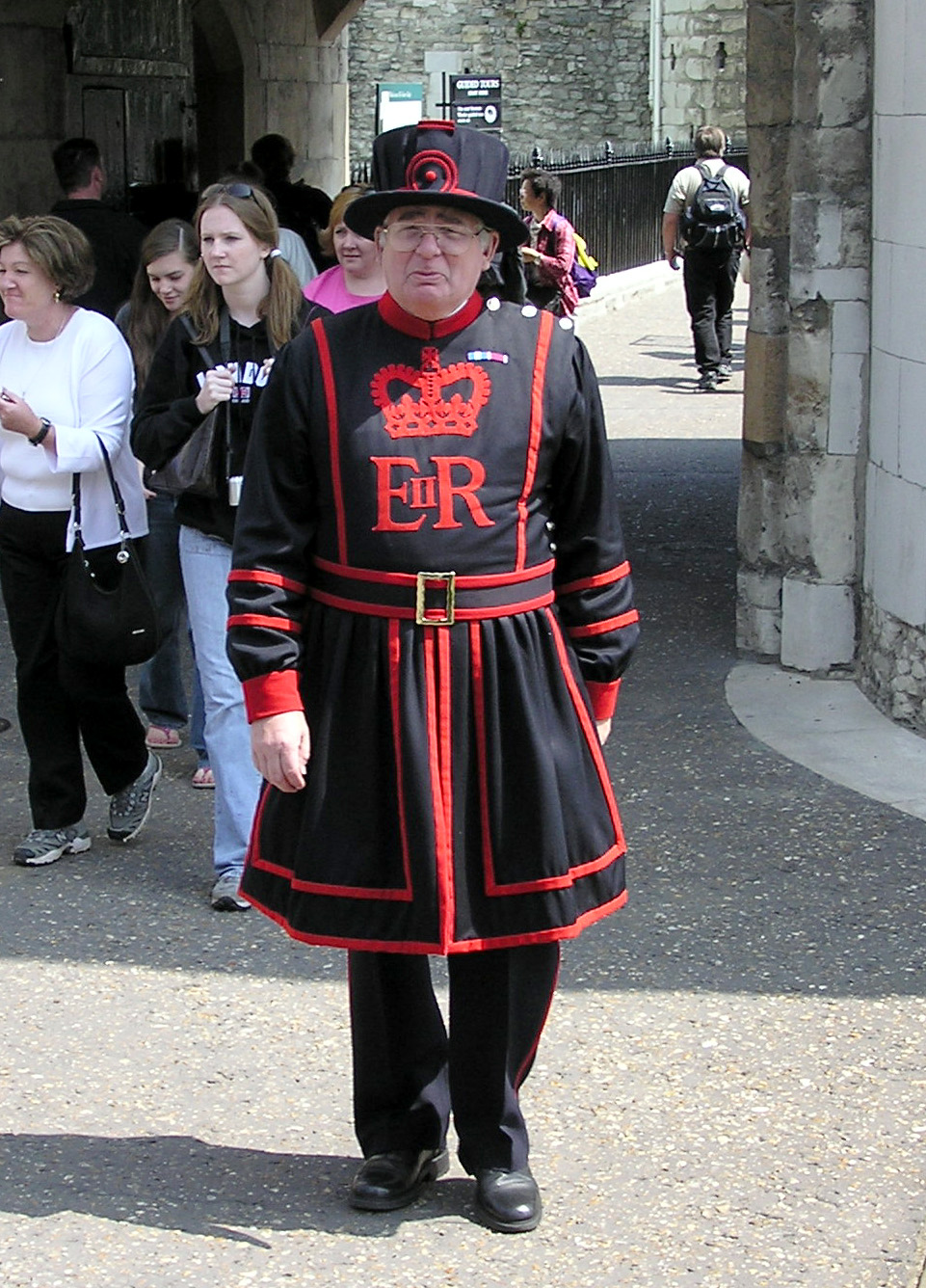
ヨーマン・ウォーダー

ヨーマン・ウォーダーズ (The Yeomen Warders)はロンドン塔の衛兵隊であり、そこに属する衛兵のことも指す。ビーフィーター (Beefeater)の通称で知られている。

## 歴史
イングランド国王ヘンリー7世が即位した1485年に設立。「ヨーマン」は元々独立自営の農民を意味しており、国王の命に馳せ参じた国民義勇軍的存在であった。国王が戦場へ直接赴くのが常であった18世紀半ばまでは、常に国王に付き従いヨーロッパ各地を転戦した。その任務は当初の軍隊としての役割から拡大、親衛隊的存在として国王とその財産を守護し、またロンドン塔に収監されている重要囚人を監視する大役まで任されるようになった。そして、国王の護衛に当たる“ヨーマン”がヨーマン・オブ・ザ・ガードであり、ロンドン塔の看守が“ヨーマン・ウォーダーズ”である。その後はいずれも退役軍人組織に改編され、ロンドン塔が観光名所となった現在ではヨーマン・ウォーダーズは名誉職として主に観光ガイドなどの仕事をこなしている。
2007年9月、ロンドン塔522年の歴史の中で、スコットランド出身のモイラ・キャメロンが女性初の衛兵に採用された。なお、この仕事に就くには最低22年の軍歴と、善行章を受けていることなどが条件。軍歴は陸軍、空軍、海兵隊に限られ、海軍出身者はなることが出来なかった。これは海軍は入隊するときに国王個人ではなくアドミラルティ（海軍省）に対して忠誠を宣言する（という建前になっている）ためであったが、2009年に海軍出身者からの嘆願が受け入れられ、女王の許可の下海軍出身者にも門戸が開かれることになった。

## 服装

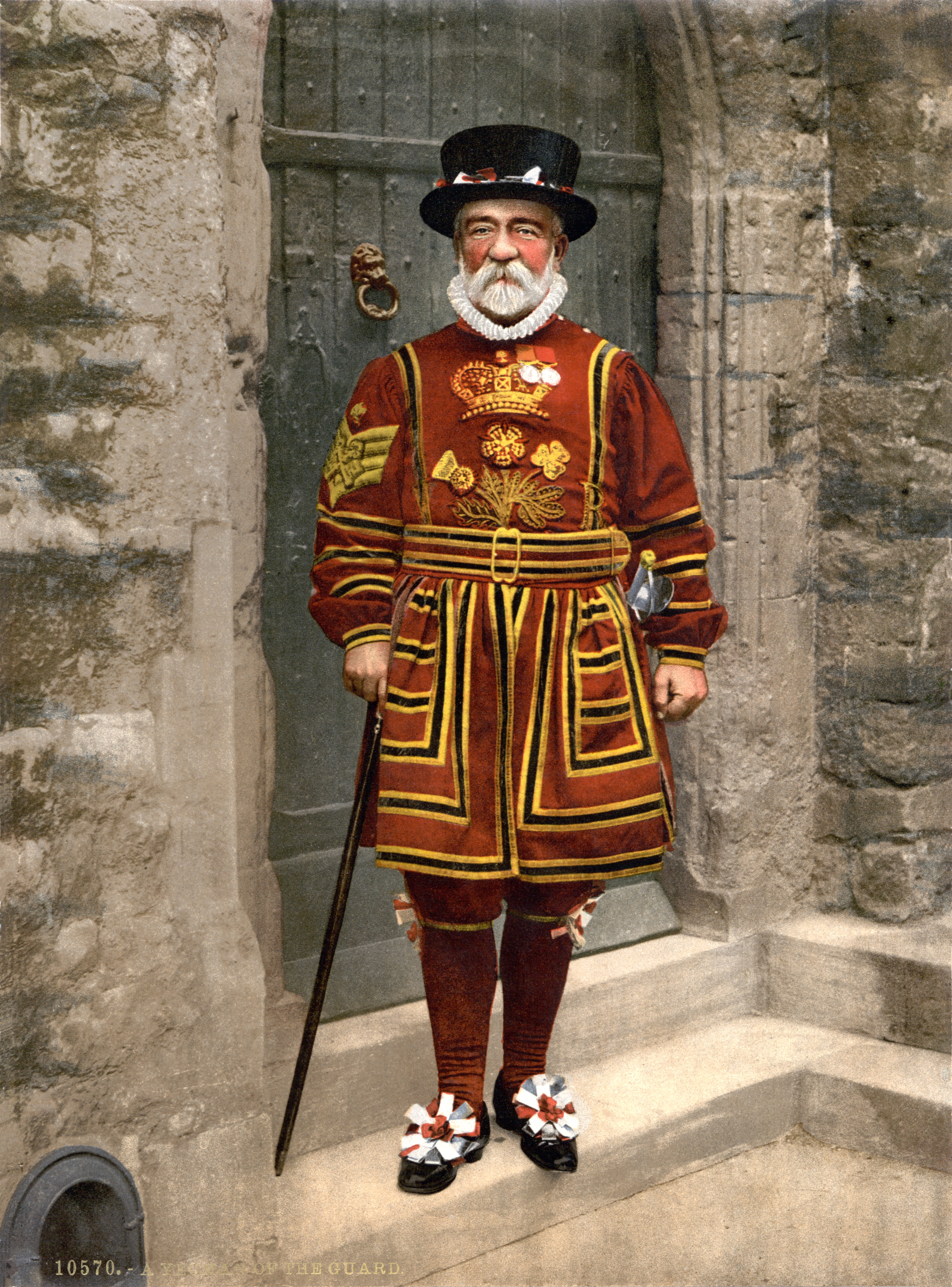
ヨーマン・ウォーダーの正装。

普段は紺色に赤い線が入った服で、ボトムズは長ズボンだが、年に数回の特別な日には赤色の正装を着用する。この正装は15世紀以来のもので、ボトムにはブリーチを着用する。ヨーマン・オブ・ザ・ガードの正装と酷似しているが、ヨーマン・ウォーダーズは襷を掛けていないのが識別点である。この襷はヨーマン・オブ・ザ・ガードが国王に随伴する際銃を携帯していたため、その負い革の名残であり、そのため、ヨーマン・ウォーダーズの正装にはない。なお、装備としてヨーマン・オブ・ザ・ガードと同じ、パルチザンとサーベルが与えられている。
チャールズ国王の戴冠式に先立ち2023年には、ロイヤル・サイファーをチャールズ国王のもの(CRⅢ)に変更した服装に新調された。

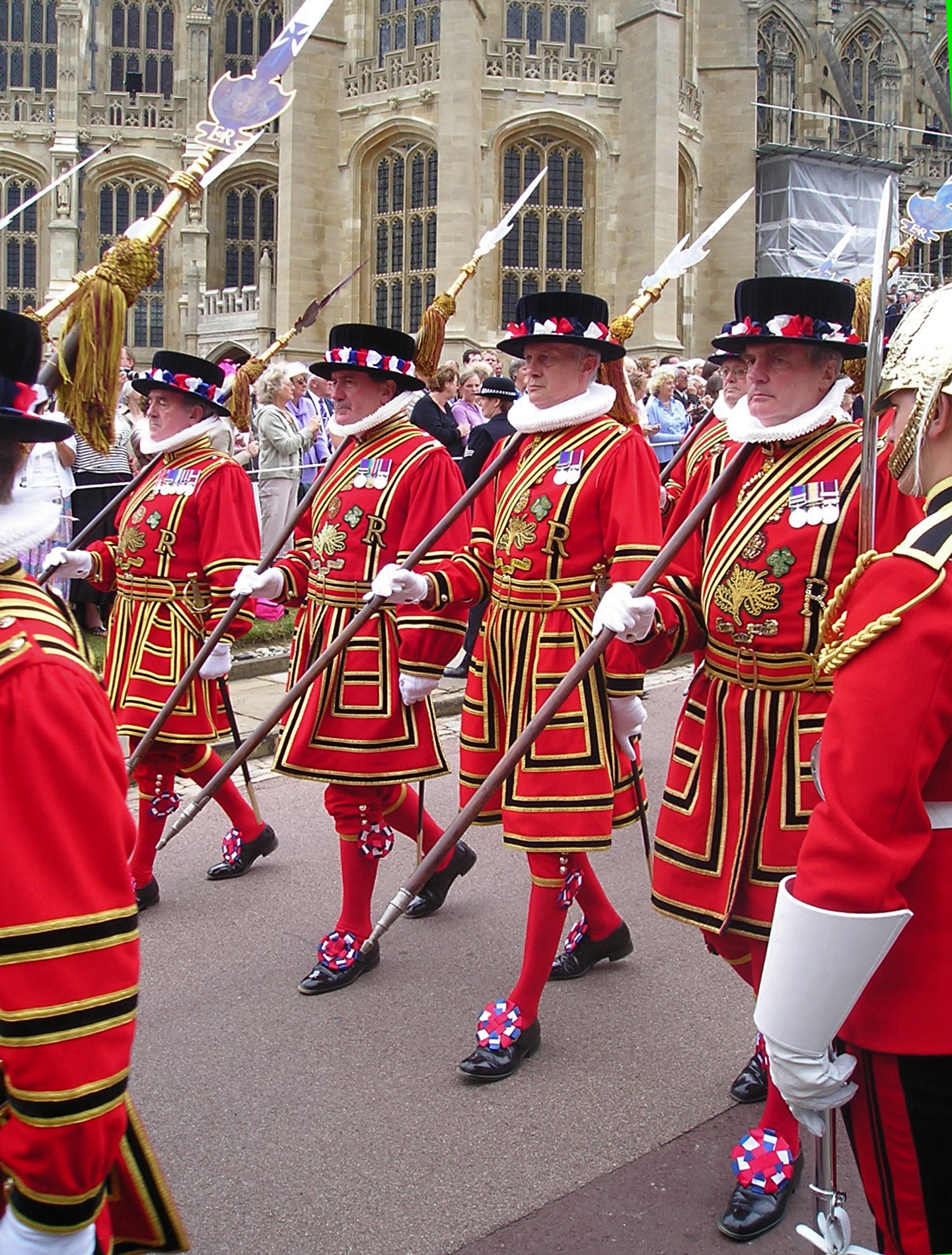
正装のヨーマン・オブ・ザ・ガード。

## 「ビーフィーター」の由来
『ビーフィーター（牛食い）』という通称で呼ばれるようになった由来は諸説ありはっきりしない。当初彼らに支払われていた給金の一部に、当時はまだ一般的に庶民が口にする食材ではなかった牛肉が含まれており、そこからやがて『牛食い』という呼び名が自然発生したようである。
1669年にロンドンを訪れた際にその事実を知った当時のトスカーナ大公フェルディナンド2世・デ・メディチは、「彼らは"牛食い"と呼ばれるべき」と発言したと記録に残っている。
また、貴族でもないのに国王の傍近くで比較的恵まれた境遇にある彼らの地位を妬んだ人々が、「汚職、太鼓持ち」のニュアンスを持つ"buffetier"（フランス語の「食事番」）という語を用いて揶揄したことから、という説もある。

## 参考資料
- 石井理恵子，横山明美『英国男子制服コレクション-British male uniform collection-』新紀元社、2009年8月。ISBN 9784775307403。
- 森護『英国王室史事典-Historical encyclopaedia of Royal Britain-』大修館書店、1994年7月。ISBN 4469012408。